# Love to Love You Baby (chanson de Donna Summer)
Pour les articles homonymes, voir Love to Love You Baby.
Love to Love You Baby est une chanson de la chanteuse américaine Donna Summer sortie en 1975. Elle est la chanson-titre de l'album Love to Love You Baby.
Giorgio Moroder et Pete Bellotte font partie des compositeurs de cette chanson.